# Mattia Pesce
Mattia Pesce (Treviso, 3 de diciembre de 1989) es un deportista italiano que compitió en natación. Ganó una medalla de bronce en el Campeonato Europeo de Natación de 2012, en la prueba de 100 m braza.

## Palmarés internacional
| Campeonato Europeo | Campeonato Europeo | Campeonato Europeo | Campeonato Europeo |
| Año                | Lugar              | Medalla            | Prueba             |
| ------------------ | ------------------ | ------------------ | ------------------ |
| 2012               | Debrecen (Hungría) | Medalla de bronce  | 100 m braza        |